# Mierzynek (gromada)
Mierzynek – dawna gromada, czyli najmniejsza jednostka podziału terytorialnego Polskiej Rzeczypospolitej Ludowej w latach 1954–1972.
Gromady, z gromadzkimi radami narodowymi (GRN) jako organami władzy najniższego stopnia na wsi, funkcjonowały od reformy reorganizującej administrację wiejską przeprowadzonej jesienią 1954 do momentu ich zniesienia z dniem 1 stycznia 1973, tym samym wypierając organizację gminną w latach 1954–1972.
Gromadę Mierzynek z siedzibą GRN w Mierzynku utworzono – jako jedną z 8759 gromad na obszarze Polski – w powiecie lipnowskim w woj. bydgoskim, na mocy uchwały nr 24/8 WRN w Bydgoszczy z dnia 5 października 1954. W skład jednostki weszły obszary dotychczasowych gromad Mierzynek, Szembekowo, Młyniec i Józefowo ze zniesionej gminy Dobrzejewice w tymże powiecie.
1 stycznia 1955 gromadę włączono do powiatu toruńskiego w tymże województwie, gdzie ustalono dla niej 19 członków gromadzkiej rady narodowej.
31 grudnia 1959 z gromady Mierzynek wyłączono wieś Szembekowo, włączając ją do gromady Głogowo w tymże powiecie, po czym gromadę Mierzynek zniesiono, włączając jej (pozostały) obszar do gromady Lubicz w tymże powiecie.